# Пам'ять з послідовним доступом
У обчислювальній техніці послідовний доступ до пам'яті (SAM) є класом пристроїв збереження даних, що зчитують збережені дані послідовно. Це відрізняє її від оперативної пам'яті (RAM), де дані можуть бути доступні в будь-якому порядку. Пристрої послідовного доступу зазвичай є формою магнітного носія або оптичного носія.
Хоча послідовна пам'ять зчитується послідовно, довільні місця все ще можуть бути доступні за допомогою «пошуку» потрібного місця. Ця операція, однак, зазвичай є відносно неефективною.
Магнітна послідовна пам'ять зазвичай використовується для другорядної пам'яті в універсальних комп'ютерах через їхню вищу щільність при нижчій вартості порівняно з оперативною пам'яттю, а також стійкість до зносу та енергонезалежність. Магнітна стрічка є типом послідовної пам'яті, що все ще використовується; історично також використовувалась барабанна пам'ять.